# Pétrarque (cratère)
Petrarch (crater)
Pétrarque est un cratère situé dans le quadrangle de Discovery (H11) de la planète Mercure. 

Il a été nommé en 1976 par l'Union astronomique internationale (UAI) du nom de l'influent érudit poète médiéval italien Francesco Petrarca, en langue française Pétrarque.

## Appellation
En 1976, l'UAI valide son nom dans la nomenclature des systèmes planétaires mercuriens en donnant, comme pour tous les nouveaux cratères, un nom d'artiste célèbre décédé depuis plus de trois ans. Ce cratère honore l'influence culturelle du poète italien Pétrarque.

## Relief géologique

### Localisation
Le cratère Pétrarque se situe dans le Quadrangle de Discovery (H11) de l'hémisphère oriental de Mercure.

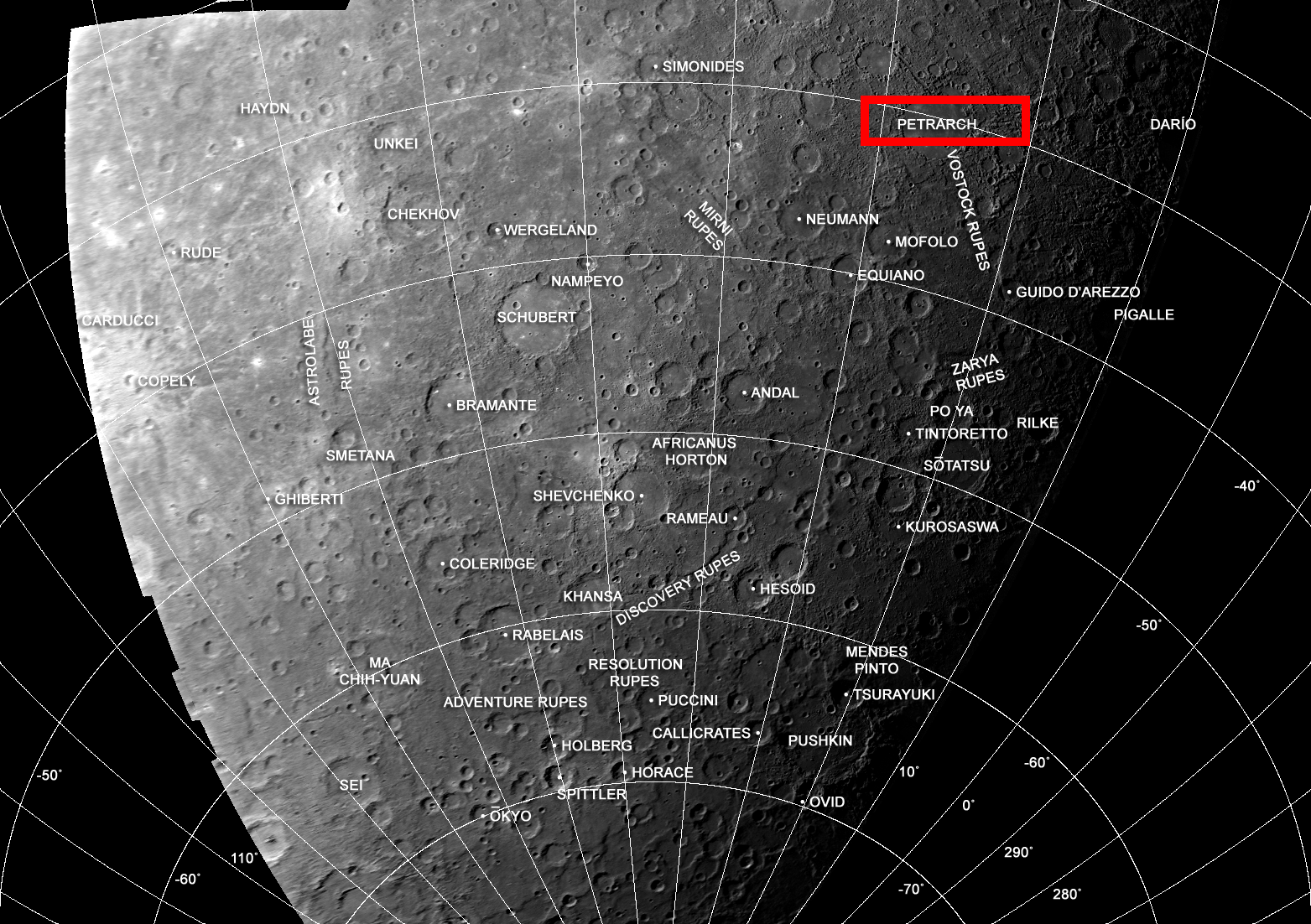
Localisation du cratère Pétrarque dans le quadrangle de Discovery (H11).

Il est dans une zone où les réseaux tectoniques ont une forme adoucie et la croûte fine peut être chauffée par l'asthénosphère. Le cratère est plus récent que le bassin Caloris et se trouve à son antipode.

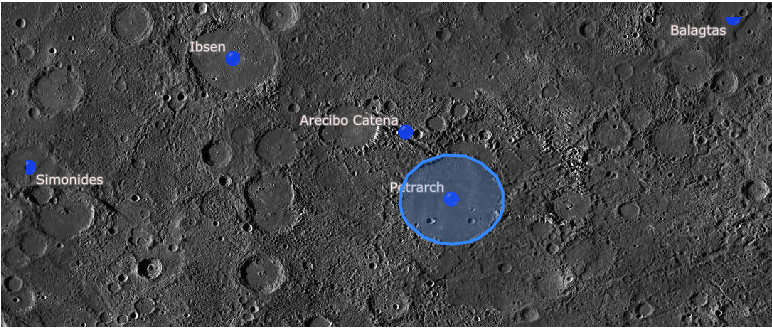
Image Gazeeter of Planetory Mercury Petrarch (Échelle 100 km).

### Caractéristiques
Pétrarque est un cratère de 167 km de diamètre. Il est le point de départ vers le nord-ouest  d'Arecibo Catena jusqu'à un cratère, encore non nommé, au fond plat comme le fond de Pétrarque. Le terrain plus accidenté mais au relief modéré autour de Pétrarque paraît inhabituel, vallonné et linéaire si bien que les membres de l'équipe Mariner 10 l'ont qualifié de « terrain étrange » lorsqu'ils l'ont vu pour la première fois.

#### Énigme
Les scientifiques s'interrogent sur une possible corrélation entre l'énorme impact du Bassin Caloris et la zone adoucie où se trouve le cratère Pétrarque au sol plat et sans relief. Quid ente autres de l’impact ayant formé le bassin de Caloris, convergence des ondes de surface provoquant de  fortes secousses et une perte de masse, produisant un ensemble confus de collines ou le grand noyau de fer ayant réfléchi ou réfracté des ondes.

Ne sois pas bizarre avec moi, bébé
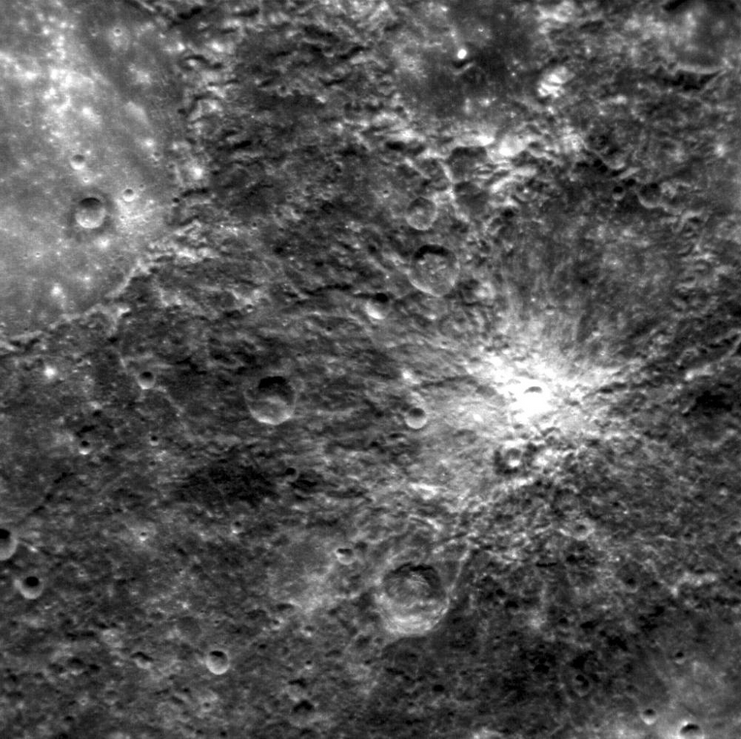
Libellé de la photo sur Photojournal de la NASA, devant l'étrangeté de la zone de Pétrarque : "Don't Get Weird On Me, Babe"